# Hydnophytum zippelianum
Hydnophytum zippelianum är en måreväxtart som beskrevs av Odoardo Beccari. Hydnophytum zippelianum ingår i släktet Hydnophytum och familjen måreväxter. Inga underarter finns listade i Catalogue of Life.